# Sibiti (Marskrater)

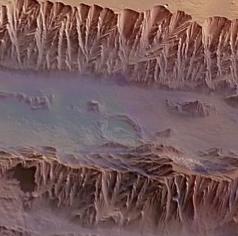
Der Sibiti-Krater innerhalb der Valles Marineris (Coprates Chasma)

Sibiti ist ein Einschlagskrater in den Valles Marineris auf dem Mars. Benannt wurde er nach der Stadt Sibiti in der Republik Kongo.

## Lage
Der im Durchmesser 33 km große Krater liegt bei 12,37° südlicher Breite und 294,74° östlicher Länge (Kraterzentrum) im Coprates Chasma, welches einen Teil der Valles Marineris darstellt.
Er befindet sich am Fuße der unmittelbar südlich angrenzenden Coprates Montes, einer ca. 400 km langen und an dieser Stelle ca. 10.000 m über der Talsohle aufragenden  Bergkette, die längs inmitten der Valles Marineris verläuft.
Der Krater hat eine ungewöhnliche Form, da er auf der südlichen Hangseite spitz zuläuft. Im Krater selbst befindet sich eine kleine halbrunde Hügelkette.